# Prada (bướm nhảy)
Prada là một chi bướm ngày thuộc họ Bướm nâu.

## Hình ảnh

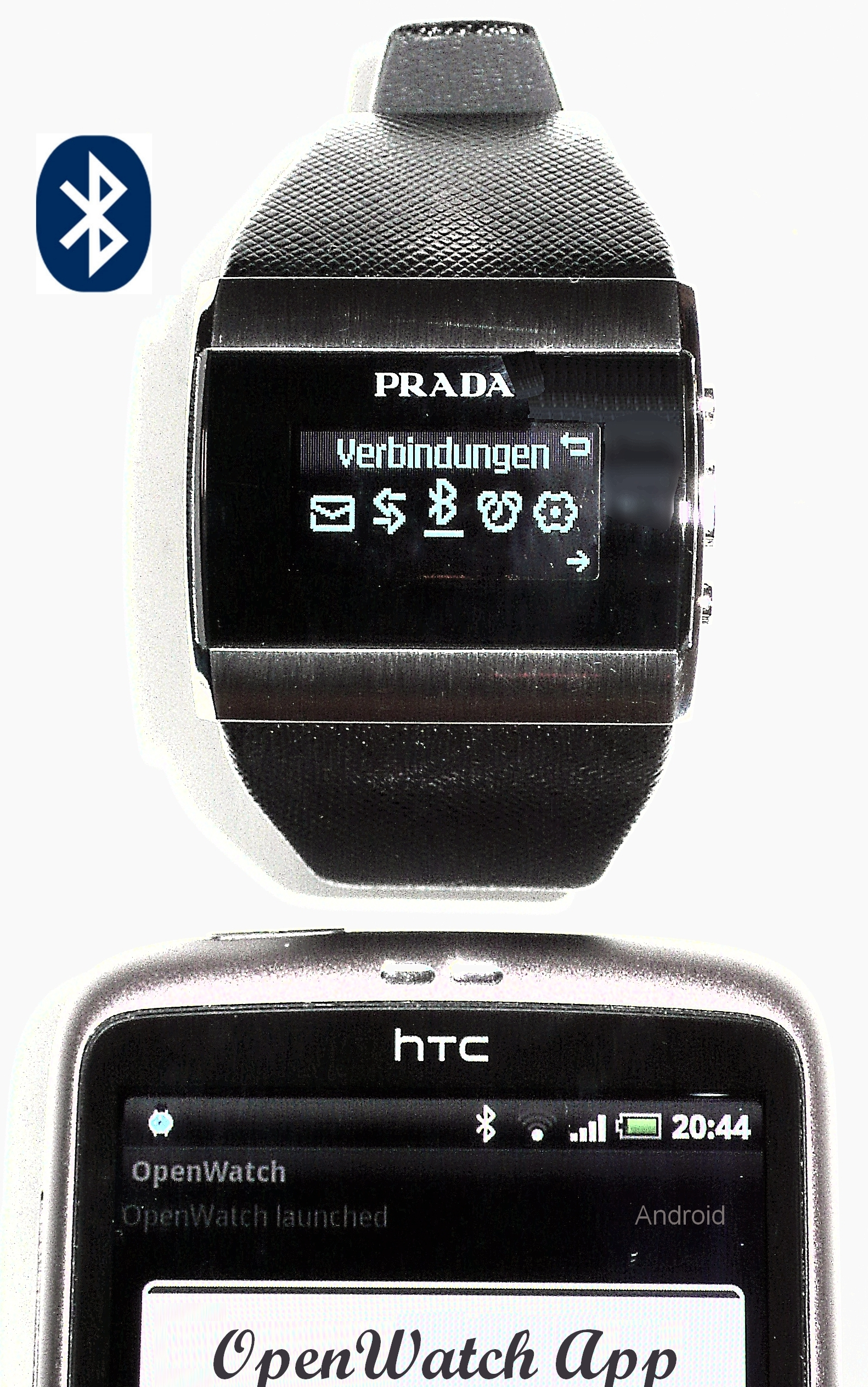
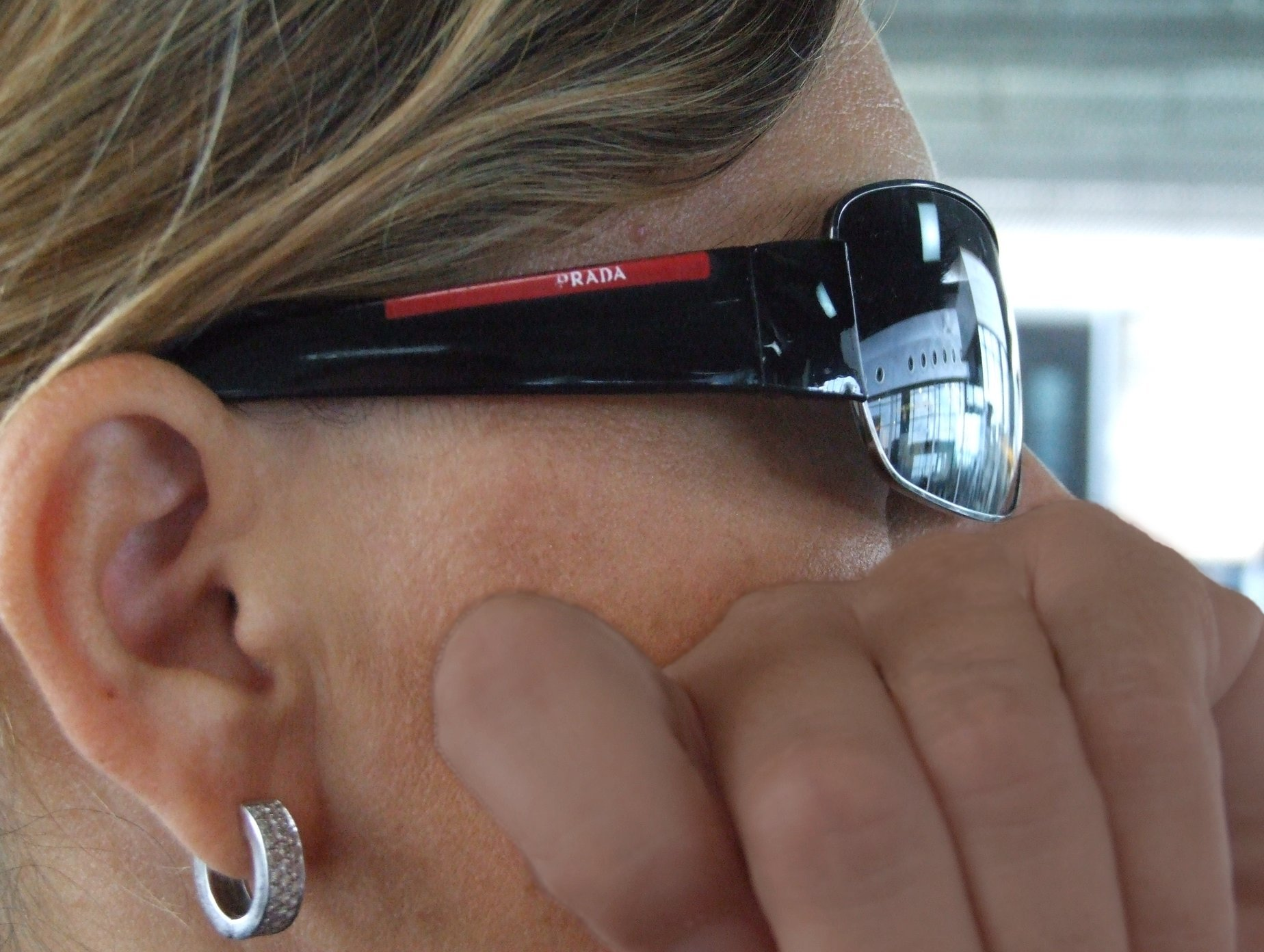
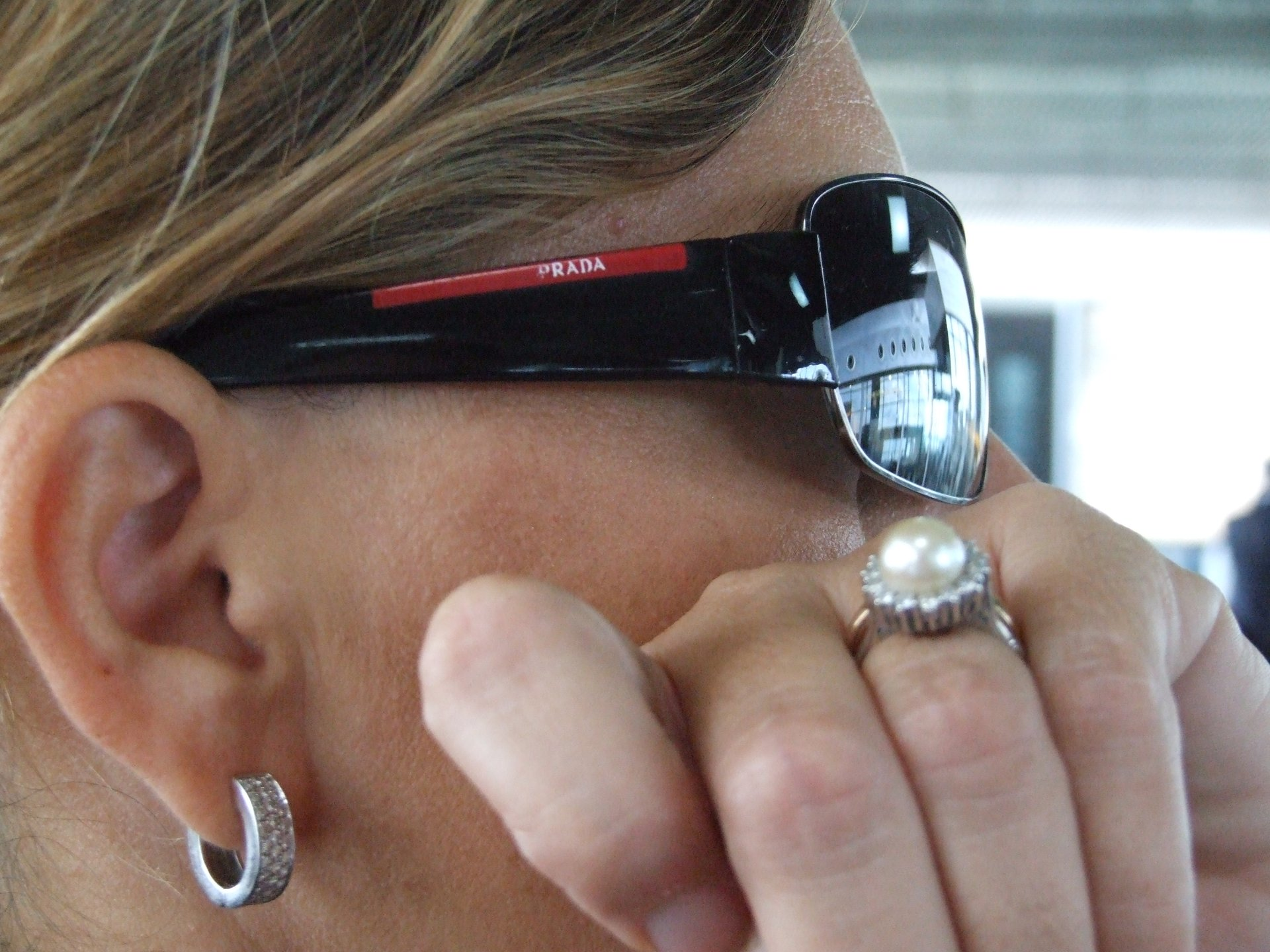
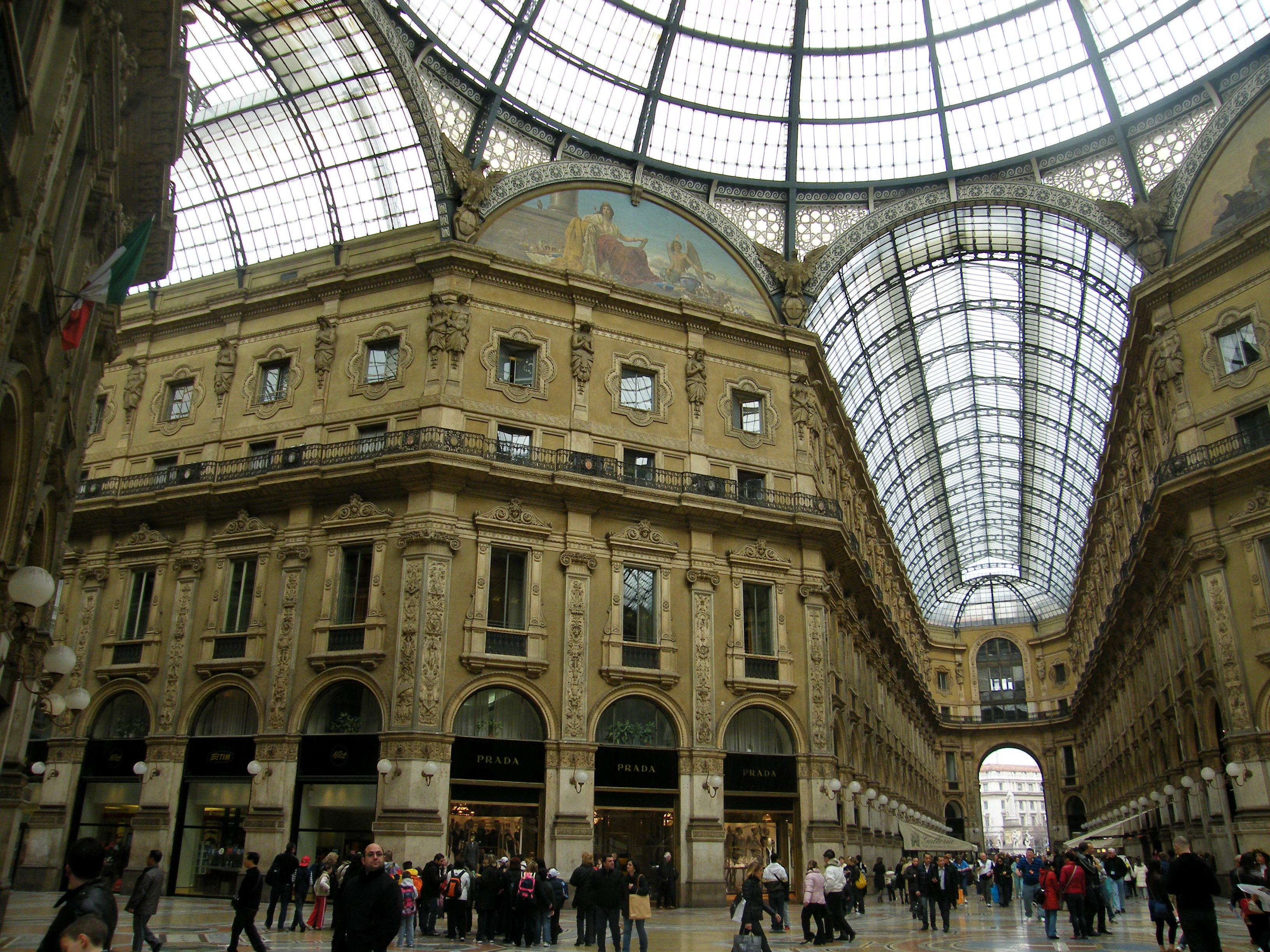